# رفنیه
رفنیه (یونانی باستان: Ῥαφάνεια) شهر و سایتی تاریخی در استان سوریه امپراتوری روم که اسقف‌اعظم آن تابع آپامیا بود. این شهر در زمان جنگ‌های صلیبی، توسط بالدوین یکم تصرف و به کنت طرابلس اعطا شد.